# Cruz Salmerón Acosta
Cruz Salmerón Acosta è un comune del Venezuela situato nello Stato di Sucre.
Il capoluogo del comune è la città di Araya.